# Frente Popular para o Renascimento da República Centro-Africana

Territórios sob controle da FPRC.

Frente Popular para o Renascimento da República Centro-Africana (FPRC, em francês:  Front populaire pour la renaissance de la Centrafrique) é um grupo político-militar da República Centro-Africana fundado em Birao (Vakaga) em agosto de 2014 e surgido após a implosão da Seleka.
O grupo rebelde centro-africano controla a parte norte do país, incluindo as capitais da prefeitura: Bria, Kaga-Bandoro e N'Délé.

## História
A FPRC foi formada em Birao, obtendo rapidamente o controle sobre as prefeituras do norte. O grupo foi uma das partes do acordo de paz de fevereiro de 2019. Em setembro de 2019, perderam o controle de Birao.  Em 17 de fevereiro de 2020, os combatentes da FPRC tentaram recuperar Birao atacando as forças locais da MINUSCA. Seu ataque foi repelido e doze combatentes foram mortos. 

## Organização

### Comissão Nacional de Defesa e de Segurança
A Comissão Nacional de Defesa e de Segurança (CNDS, Commission nationale de défense et de sécurité) é o braço militar da FPRC, criado durante a reunião da Assembleia Geral em Bria em outubro de 2016, cujo presidente é Abdoulaye Hissène.

### Política
A FPRC opera um estado paralelo na parte norte da República Centro-Africana, a República de Logone, no qual o líder do grupo Noureddine Adam, reivindica ser a continuidade do antigo Sultanato de Dar el-Kouti para estabelecer sua legitimidade.. O grupo têm sua própria polícia, gendarmes, prisões e bases militares. Também coletam impostos e taxas, e lucram com minas de ouro e diamante em áreas que controlam, incluindo a mina de Ndassima, que compartilham o controle com a União para a Paz na República Centro-Africana (UPC). 